# Jungle Entertainment
Jungle Entertainment（ジャングル・エンタテインメント）は、大韓民国のレコードレーベル。タイガーJKが2006年2月に設立し、主にヒップホップ音楽を扱う。

## アーティスト
- Drunken Tiger
- TASHA
- Bizzy
- Leessang
- ジョンイン
- ジョ・ムングン
- Loptimist
- M.I.B
- 4TEN